# James Hilton

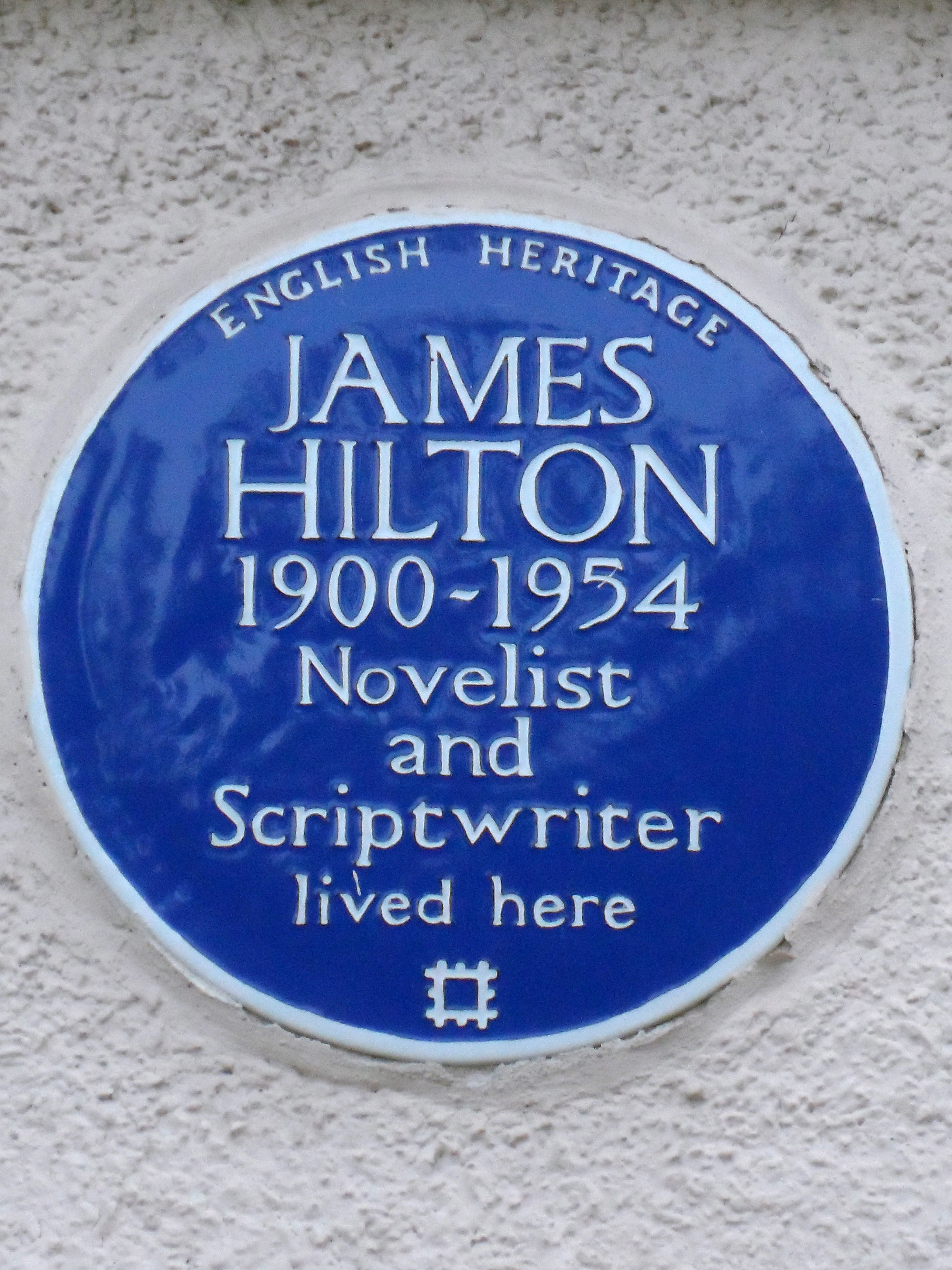
Gedenkplaat op het voormalig woonhuis van Hilton

James Hilton, eigenlijk Glen Trevor (Leigh 9 september 1900 - Long Beach 20 december 1954) was een Engelse schrijver.
Hilton studeerde in Cambridge. Aansluitend werkte hij als journalist in Londen. Zijn roman Lost Horizon werd verfilmd in 1937 en nogmaals als musical in 1973. Deze roman werd voor het eerst gepubliceerd in 1933 en in Nederland uitgebracht onder de titel "Het Verloren Paradijs" en Hilton won daarmee in 1934 de Hawthornden Prize. Later koos Pocket Books, dat pionierde met de publicatie van kleine, goedkope boeken met zachte kaft, Lost Horizon als eerste titel in 1939 als softcover boek. Om die reden wordt de roman vaak het boek genoemd waarmee de 'paperback revolutie' begon.
Hilton zou geïnspireerd zijn geworden om Lost Horizon te schrijven en "Shangri-La" uit te vinden door de National Geographic-artikelen te lezen van Joseph Rock, een Oostenrijks-Amerikaanse botanicus en etnoloog die de zuidwestelijke Chinese provincies en Tibetaanse grensgebieden verkende.
Verder werden Goodbye, Mr. Chips uit 1934 en Random Harvest uit 1941 bij het grote publiek bekend. Ook deze romans werden verfilmd.